# Zusatzweiterbildung Ernährungsmedizin
Die Zusatzweiterbildung Ernährungsmedizin ist eine in der Musterweiterbildungsordnung der deutschen Bundesärztekammer von 2018 (MWBO) aufgeführte Zusatzweiterbildung im Bereich Ernährungsmedizin für Fachärzte in einem Gebiet der unmittelbaren Patientenversorgung.

## Definition
Die Zusatzweiterbildung Ernährungsmedizin umfasst in Ergänzung zu einer Facharztkompetenz die Erkennung, Behandlung und Prävention ernährungsabhängiger Erkrankungen sowie von Erkrankungen, die durch angeborene oder erworbene Stoffwechselstörungen hervorgerufen sind.

## Mindestanforderung
Um die Bezeichnung Ernährungsmedizin führen zu dürfen, müssen Ärzte
- über die Facharztanerkennung in einem Gebiet der unmittelbaren Patientenversorgung verfügen und
- einen Weiterbildungskurs in Ernährungsmedizin mit einem Umfang von 100 Stunden absolviert haben[2] und
- an Fallseminaren unter Supervision mit einem Umfang von 120 Stunden teilgenommen haben (die Fallseminare können durch 6 Monate Weiterbildung an anerkannten Weiterbildungsstätten ersetzt werden) sowie
- über Kenntnisse, Erfahrungen und Fertigkeiten in Ernährungsmedizin gemäß den in der Weiterbildungsordnung festgelegten Weiterbildungsinhalten verfügen.

Bei der Anmeldung zur Weiterbildungsprüfung müssen der zuständigen Ärztekammer  sämtliche Nachweise über die erfüllten Mindestanforderungen vorgelegt werden. Dazu gehören auch die Logbuch-Dokumentationen über alle durch die MWBO vorgegebenen Inhalte der Weiterbildung.

## Inhalte der Weiterbildung
Zur Weiterbildungsprüfung muss man darlegen können, dass man Kenntnisse, Erfahrungen und Fertigkeiten unter anderem in folgenden Bereichen erlangt hat:
- Grundlagen der Ernährungsmedizin, z. B. Lebensmittelrecht, Diätverordnung, Lebensmittelkund, Lebensmittelsicherheit, Ernährungsphysiologie, Nahrungsmittel
- Ernährungsmedizinische Diagnostik, z. B. Ernährungsanamnese, ernährungsbedingte Gesundheitsrisiken, Erfassung des Ernährungszustandes
- Ernährungsmedizinische Prävention
- Ernährungsmedizinische Therapie, z. B. Ernährungsberatung, Prinzipien der oralen, enteralen und parenteralen Ernährung
- Intensivmedizinische und perioperative Ernährung
- Ernährung und Flüssigkeitsgabe in der Palliativmedizin und am Lebensende.

Die Inhalte der Musterweiterbildungsordnung sind allerdings nur eine Empfehlung für die rechtsverbindlichen Weiterbildungsordnungen der Landesärztekammern, die hiervon abweichende Regelungen treffen können.